# Хилдесхайм (окръг)
Хилдесхайм (на немски: Landkreis Hildesheim) е окръг в Южна Долна Саксония, Германия с площ от 1.205,76 km² и 274 554 жители (към 31 декември 2014). Окръжният град е Хилдесхайм.